# Абдрахманова, Раиса Шарафутдиновна
Абдрахманова Раиса Шарафутдиновна — терапевт, доктор медицинских наук (1972 год), профессор (1973 год), заслуженный деятель науки Татарской АССР (1980 год), лауреат Государственной премии Республики Татарстан в области науки и техники (2000).

## Биография
Родилась 22 мая 1923 года в городе Челябинске. В 1949 году окончила Московский медицинский институт Министерства здравоохранения РСФСР.
С 1951 года в Казанском медицинском университете, в 1971—1982 годах заведующая кафедрой факультетской терапии, с 1983 года профессор кафедры внутренних болезней.
Ученица А. Г. Терегулова.
Скончалась 6 апреля 2014 года в городе Казани.

## Деятельность
Основные труды по вопросам функциональной пульмонологии, ревматологии, исследования функций внешнего дыхания при хронических неспецифических заболеваниях легких.
Совместно с учеными специалистами конструкторско-технического бюро «Медицинско физический прибор» города Казани разработала и внедрила в практику аппараты Мета-1-25Б, «Татарстан», ЩМ-1, ЩМ-2, АЗИВ-1, АКОР-1, диффузиометр и другие.

## Награды
Государственная премия РТ (2000 год, за работу «Научно-практические и организационные аспекты ревматологической службы в Республике Татарстан»).

## Сочинения
Нервно-сосудистые реакции у больных ревматизмом по данным плетизмографических исследований и гистаминовой пробы. Казань, 1956 год.
Клинико-физиологическое обоснование комплексной терапии больных с хроническими неспецифическими заболеваниями легких. Казань, 1970 год.